# L'Anarchie
L'Anarchie foi um periódico anarquista publicado na França no final do século XIX por Victor Serge.